# Gebre Krestos d'Éthiopie
Gebre Krestos (guèze: ገብረ ክሪስቶስ; "Serviteur du Christ") fut un Roi des Rois d'Éthiopie du 18 mars 1832 au 8 juin 1832.

## Origine
Gebre Krestos se présente comme le fils de Gabre Masai fils de Wolde Amlak fils d'Aganathos lui-même issu d'un fils cadet de l'empereur Fasiladas.

## Règne
Gebre Krestos est porté au trône par Ali II Alula le 18 mars 1832 après que le clergé de Gondar a refusé le premier choix du Faiseur de rois Sahle Dengel qui était le propre frère de Gebre Krestos.
Grebre Krestos meurt dès le 2 juillet 1832 sans doute empoisonné par un autre prétendant au trône l'ancien empereur Gigar d'Éthiopie.